# The X-Ray Fiend
The X-Ray Fiend ist ein britischer Kurzfilm aus dem Jahr 1897. Regie führte George Albert Smith. Der Film wurde über die Filmfirmen George Albert Smith Films, Prestwich Manufacturing Company und die Warwick Trading Company in Großbritannien veröffentlicht.

## Handlung
Ein Mann flirtet mit einer Dame. Währenddessen tritt ein Mann mit einem Röntgenstrahlgerät zu ihnen. Schließlich sind die Skelette von beiden zu sehen. Dabei wird das männliche Skelett sehr aufdringlich. Wenig später verschwindet das Gerät, die Dame ohrfeigt den Mann und verlässt die Szene.

## Hintergrundinformationen
Der Film ist etwas älter als der französische Film Les Rayons Röntgen von Georges Méliès, der sich ebenfalls mit der Entdeckung der Röntgenstrahlung durch Wilhelm Röntgen beschäftigt. Für die Produktion des Films wurde der Stoptrick verwendet. 